# Maloljetnik (komedija)
Maloljetnik je komedija ruskog književnika Denisa Fonvizina, uz komediju Brigadir njegovo najpoznatije djelo, čiji su citati postali osnova za brojne frazeologizme i izreke u ruskom jeziku i književnosti. Slijedeći klasicističku prosvjetiteljsku shemu, Fonvizin u djelu vrednuje vrline i poroke ruskog društva 18. stoljeća stavljajući težište na satirični prikaz društvenih problema poput neukosti i grubosti vlastele, povođenjem za stranim običajima, neprimjerenosti odgojnih načela, pa se i jezik komedija približava govornomu.
Ubrzo nakon što je 1783. postavljen na moskovskoj kazališnoj sceni, komedija doživljava veliki uspjeh. Zbog satiričnosti i kritike vlastele, Katarina Velika zabranila mu je daljnje objavljivanje književnih djela.